# Svarttjärnen (Färila socken, Hälsingland, 685885-149400)
Svarttjärnen är en sjö i Ljusdals kommun i Hälsingland och ingår i Ljusnans huvudavrinningsområde.